# Błażej Błażejowski
Błażej Adam Błażejowski (ur. 1978 w Sanoku) – polski geolog i paleontolog.

## Biografia
Błażej Adam Błażejowski urodził się w Sanoku w 1978 roku. W 1997 roku został laureatem XIII Ogólnopolskiego Konkursu Wiedzy Geologicznej na temat geologii Sudetów, odbywającego się w Kielcach. Odbył studia magisterskie z geologii w Zakładzie Paleontologii na Wydziale Geologii Uniwersytetu Warszawskiego. W 2002 roku był współorganizatorem i uczestnikiem ekspedycji na Spitsbergen.  Studia ukończył obroną pracy magisterskiej Mikroskamieniałości ryb z najniższego triasu południowego Spitsbergenu, napisanej pod opieką Michała Gintera w 2003 roku.
W latach 2003–2008 badacz odbył studia doktoranckie w Międzynarodowym Studium Doktoranckim Nauk Biologicznych przy Muzeum i Instytucie Zoologii Polskiej Akademii Nauk w Warszawie, ukończone obroną pracy Otwornice późnego paleozoiku południowego Spitsbergenu, napisanej pod dyrekcją Ewy Jadwigi Olempskiej-Roniewicz. W latach 2011–2014 Błażejowski był członkiem Rady Naukowej Instytutu Paleobiologii PAN. W 2015 roku został członkiem i konsultantem Międzynarodowej Unii Ochrony Przyrody (ang. International Union for Conservation of Nature) od spraw ochrony skrzypłoczy. W 2018 roku został delegatem Instytutu Paleobiologii PAN do Rady Polskiego Konsorcjum Polarnego. Habilitował się na podstawie pracy Fizjologiczne i behawioralne analogie między późnopaleozoicznymi trylobitami a mezozoicznymi ostrogonami, napisanej w Instytucie Paleobiologii PAN. W latach 2019–2022 był zastępcą przewodniczącego Rady Naukowej Muzeum Ziemi PAN.
Naukowiec uczestniczył w wyprawach badawczych, m.in.: na pustynię Gobi, na Spitsbergen, do Irlandii Północnej, Szkocji oraz Hebrydów Zachodnich, na wyspę Devon, na Wyspę Króla Jerzego. W latach 2013–2016 był kierownikiem projektu finansowanego przez Narodowe Centrum Nauki: Życie w morzu późnojurajskim i na jego wybrzeżu: nowoodkryte okno tafonomiczne typu Solnhofen w Sławnie. Miał udział koncepcyjny w budowie geoparku w Sławnie w powiecie opoczyńskim, ilustrującego rezultaty wykopalisk w kamieniołomie Owadów-Brzezinka.
Błażejowski jest adiunktem Instytutu Paleobiologii im. Romana Kozłowskiego Polskiej Akademii Nauk w Warszawie.
W 2009 roku otrzymał Nagrodę im. Artura Rojszczaka przyznawaną przez Klub Stypendystów Fundacji na Rzecz Nauki Polskiej za działalność popularyzacyjną wśród dzieci.